# Almudaina
Almudaina è un comune spagnolo situato nella comunità autonoma Valenciana.